# Archipiélago de los Sanguinarios
El Archipiélago de los Sanguinarios (en francés: Archipel des Sanguinaires; en corso: Isuli Sanguinari) está formado por cuatro islas, de un oscuro pórfido rojo en la entrada del golfo de Ajaccio, parte de la Región de Córcega al sureste del país europeo de Francia. Ellas tienen los nombres de Mezzu Mare (o Grande Sanguinaire), cormoranes (o Isolotto), Cala d'Alga (30 m) y Porri (31 m de altura). Además existe a una roca desnuda llamada U Sbiru entre la isla de Porri y la de Cormorán, y 13 m de altura.
El faro, construido en 1870, se encuentra en el punto más alto de la isla de Grande Sanguinaire, a 80 metros sobre el nivel del mar.